# Ada (roślina)
Ada – rodzaj z rodziny storczykowatych (Orchidaceae), obejmujący 17 gatunków. Większość z nich to epifity. Rośliny te występują w Ameryce Południowej na terenie czterech krajów: Ekwadoru, Peru, Kolumbii, Wenezueli. Rosną w wilgotnych górskich lasach na wysokościach około 650–2700 metrów, jednakże większość gatunków na wysokościach 1800–2200 m n.p.m. Gatunki z tego rodzaju są niezbyt często uprawiane w warunkach domowych z powodu swoich dość wysokich wymagań.

## Morfologia
Liście są lancetowate, rosną w dwóch rzędach i osiągają długość około 20 cm. Wyrastają z pseudobulw o wysokości do 10 cm. Szypuła kwiatostanu nie wyrasta ponad liście. Rośliny te mogą wytworzyć do około 15 kwiatów, cechujących się dość intensywnym zapachem. Kwitną od stycznia do kwietnia. Kolor kwiatów może być od białego, po zielonkawy i pomarańczowy. Listki okwiatu są wąskie i spiczaste, wszystkie płatki są prawie identyczne. Kwiatowe przylistki są duże. 

## Systematyka
Rodzaj należy do podrodziny epidendronowych (Epidendroideae) z rodziny storczykowatych (Orchidaceae), rząd szparagowce (Asparagales).
Wykaz gatunków
- Ada allenii (L.O.Williams ex C.Schweinf.) N.H.Williams
- Ada andreettae Dodson
- Ada aurantiaca Lindl.
- Ada bennettiorum Dodson
- Ada brachypus (Rchb.f.) N.H.Williams ex Dodson & D.E.Benn.
- Ada chlorops (Endres & Rchb.f.) N.H.Williams
- Ada escobariana (Garay) Dodson
- Ada euodes (Rchb.f.) D.E.Benn. & Christenson
- Ada farinifera (Linden & Rchb.f.) N.H.Williams
- Ada glumacea (Lindl.) N.H.Williams
- Ada keiliana (Rchb.f. ex Lindl.) N.H.Williams
- Ada mendozae Dodson
- Ada ocanensis (Lindl.) N.H.Williams
- Ada peruviana D.E.Benn. & Christenson
- Ada pozoi Dodson & N.H.Williams
- Ada pygmaea Pupulin, J.Valle & G.Merino
- Ada rolandoi D.E.Benn. & Christenson